# Kalisz
Kalisz, tysk: Kalisch, er den næststørste by i Storpolens voivodskab i det centrale Polen. Byen havde 100.482 indbyggere i juni 2019. Administrativt er Kalisz en by med powiat status og dermed selvstændig fra det omgivende distrikt.

## Historie
Kalisz er en af Polens ældste byer, sandsynligvis identisk med Ptolemaios Kalisia. Kalisz var den første polske by som var med på romerenes kort, dengang med navnet Calisia. Den lå langs medvejen for ravtransporterne fra Østersøen mod syd. 1193 grundlagdes her et hertugdømme styret af Piast-slægten, fra 1305 forvandlet til ett voivodskab under den polske krone.
Fra Polens anden deling 1793 indtil 1807 var var byen en del af kongedømmet Preussen, derefter under hertugdømmet Warszawa under Napoleonkrigen. 1813 støttede byen en alliance mellem Aleksandr 1. af Rusland og Frederik Vilhelm 3. af Preussen om en fælles kamp mod Napoleon 1. af Frankrig. Fra 1815 til 1. verdenskrig var byen en del af det russiske Kongrespolen. 1835 gennemførte Rusland og Preussen her en fælles militærmanøvre, med over 60 000 deltagende soldater.
Under 1800-tallet lå byen nær den russiske grænse mod Preussen. På grund af dens udsatte beliggenhed blev store dele af byen under 1. verdenskrig ødelagt gennem tysk artilleribeskydning, men blev efter krigen genopført. Siden 1918 er byen en del af republikken Polen, med undtagelse for den nazistiske okupation 1939–1945, da byen tilhørte Reichsgau Wartheland.
Fran 1975 till 1998 var Kalisz residensstad i et eget voijvodskab, som omfattede mindre dela af nutidens Storpolens ogh Nedre Schlesiens voivodskab.

## Næringsliv
Byen er hovedkvarter for flere industriforetagender, blandt andet fødevareværkerne Winiary og Ziołopex samt jeans-mærket Big Star. Flyvemotorværkerne WSK-Kalisz og Pratt & Whitney Kalisz findes også i byen. Piano-fabrikken Calisia blev nedlagt i 2007.

## Religion
Kalisz er siden 1992 biskopsæde og hovedby i Kalisz stift i den Romerskkatolske kirke, som er hovedreligionen i området. Stiftet underordnet Poznańs ærkestift. Der findes en lille evangelisk menighed med omkring 300 medlemmer samt en luthersk evangelisk-augsburgsk menighed, en polsk-ortodoks menighed og en baptistkirke. Indtil de nazistiske deportationer fra 1940 havde byen en aktiv jødisk menighed.